# Eicochrysops messapus
Eicochrysops messapus är en fjärilsart som beskrevs av Jean Baptiste Godart 1824. Eicochrysops messapus ingår i släktet Eicochrysops och familjen juvelvingar. Inga underarter finns listade i Catalogue of Life.

## Bildgalleri

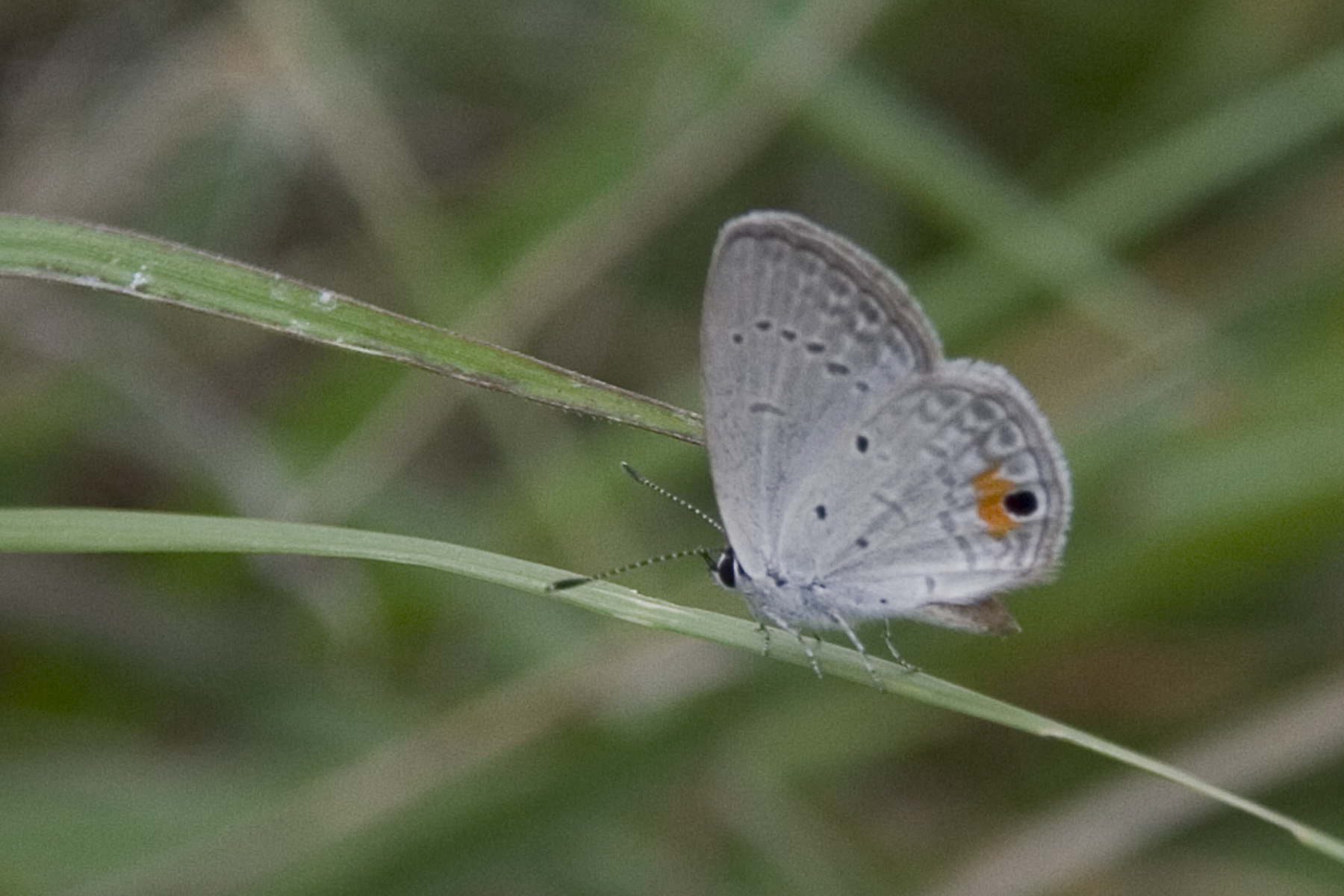